# Castell de Riudabella
El Castell de Riudabella, o Granja de Riudabella, és una antiga granja cistercenca convertida en mansió fortificada d'estil historicista. Està situada al nucli de Riudabella, al peu del bosc de Poblet, en el terme municipal de Vimbodí i Poblet (Conca de Barberà). Està declarat com a bé cultural d'interès nacional.

## Descripció
Riudabella és una granja que es va convertir en mansió fortificada. L'edifici principal està format per un cos rectangular de tres pisos i golfes i cobert a dues vessants; a banda i banda hi ha una torre, una coberta a quatre vessants i l'altre té la coberta plana i està decorat amb arcs de mig punt a la part superior. En un costat hi ha una terrassa amb merlets acabats en punxa i petites torres circulars a les cantonades. Totes les obertures són amb llindes excepte en una de les torres que hi ha una galeria feta amb finestres d'estil gòtic amb arquets, fines columnes, relleus i calats. Tot el recinte està envoltat per una muralla amb merlets acabats en punxa i porta la data "1769".

## Història
La granja va ser organitzada pels monjos de Poblet en el segle xiii, damunt una vil·la romana. Fou una de les primeres granges del monestir. Va patir assalts per part dels pobles veïns. El 1392 el monestir comprà a Joan I els drets judicials sobre el lloc. Al segle xv l'abat Delgado hi feu diverses construccions i una capella. Al llarg dels segles XVI-XVIII els monjos hi van fer millores. Després de la desamortització, l'heretat fou adquirida per la família Gil Moreno, que va refer els edificis en un estil neomedieval.
Actualment, el castell està rodejat de grans extensions de vinyes i és seu de la finca rural i allotjament rural de Cal Celdoni.

## Restes arqueològiques
Darrere de la bassa i fins a tocar del petit turó situat al nord-oest, es troba un jaciment arqueològic. Es tracta d'una vil·la romana de grans dimensions de la qual es té constància del material recollit pels mateixos propietaris. Entre el material localitzat cal destacar un fragment d'inscripció romana i un fragment de ceràmica sigillata amb la signatura "ATEI". També s'hi localitzaren fragments de material de construcció i de grans recipients, com ara dòlies i sitges. Als peus del turó que limita la vil·la per la banda sud-oest, s'hi documentaren abundants restes de tegulae, procedents molt probablement de la zona d'enterrament situada en aquest punt; dada corroborada per la troballa i documentació l'any 1993 d'un sarcòfag romà que fou excavat i retirat de la zona per al seu estudi.
El continu conreu del camp a on se situa la vil·la ha malmès les estructures que hi poden quedar, tal com ho mostren els amuntegaments de pedres als marges del camp i l'acció de les aigües al seu pas entre les vinyes. Segons Emili Morera en algun lloc d'aquesta zona encara no confirmat arqueològicament, van emplaçar-se les legions romanes, degut a la proximitat de la Via Aurèlia amb la vil·la, apuntant la vil·la de Riudabella com a lloc idoni per al seu establiment temporal. Segons el Bergadà, es localitzaren també a la zona unes tombes en forma de banyera i unes monedes que estan en possessió de la família Gil, propietària dels terrenys.